# Квинт Муций Сцевола (трибун)
Вижте пояснителната страница за други личности с името Квинт Муций Сцевола.
Квинт Муций Сцевола (на латински: Q. Mucius Scaevola) e политик на късната Римска република. Произлиза от фамилията Муции, клон Сцевола.
През 54 пр.н.е. той е народен трибун. Консули тази година са Апий Клавдий Пулхер и Луций Домиций Ахенобарб.